# Ricardo Londoño
Ricardo Londoño-Bridge (* 8. August 1949 in Medellín; † 18. Juli 2009 in Córdoba) war ein kolumbianischer Autorennfahrer.
Londoño-Bridge erlangte in Motorsport-Kreisen einen gewissen Grad an Bekanntheit aufgrund der Tatsache, dass er zwar an einem freien Training zu einem einzelnen Formel-1-Rennen teilnahm, zum Rennen selbst aber keine Startberechtigung erhielt. Im englischen Raum wird er daher als der Mann bezeichnet, der „am knappsten einen Formel-1-Start verpasst hat“.

## Karriere
Londoño-Bridge fuhr in den 1970er Jahren Motorrad- und Stock-Car-Rennen in Kolumbien. Hierzu sind nur wenige Informationen verfügbar.

### Langstreckenrennen
1979 nahm er erstmals an Rennen außerhalb seines Heimatlandes teil, und setzte dabei einen Porsche 935 bei zwei Rennen der IMSA-GT-Serie ein. Sein Debüt feierte Londoño-Bridge beim 12-Stunden-Rennen von Sebring, wo er ausschied; beim folgenden 250-Meilen-Rennen von Daytona kam er als 18. ins Ziel.
Anfang des Jahres 1980 wurde Londoño-Bridge zum 24-Stunden-Rennen von Daytona gemeldet, das er (mit seinen Copiloten) als Gesamt-Siebenter abschloss. Danach folgte noch ein Einsatz beim 12-Stunden-Rennen von Sebring, bei dem er und Mauricio de Narváez als 26. ins Ziel kamen.

### Can-Am
Während sein Langstrecken-Engagement nur von sporadischer Natur war, nahm Londoño-Bridge mit einiger Regelmäßigkeit an der Can-Am-Meisterschaft des Jahres 1980 teil. Er meldete sein eigenes Team, Londoño Bridge Racing, und ging mit einem Lola T530 mit Chevrolet-Achtzylinder in die Saison. In neun Rennen ging er an den Start, bei sechs von ihnen konnte er als einer der ersten zehn Fahrer ins Ziel einlaufen. Das beste Ergebnis war ein fünfter Rang im kanadischen Mosport. Londoño-Bridge schloss die Saison mit fünf Meisterschaftspunkten als Zwölfter ab.

### Aurora F1 Meisterschaft
Nach dem Abschluss seines Can-Am-Engagements gelang Londoño-Bridge der Sprung nach Europa. Seinen ersten Einsatz hatte er in der Aurora F1-Meisterschaft, einer britischen Rennserie, die sowohl für Formel-1- als auch für Formel-2-Fahrzeuge ausgeschrieben war. Colin Bennett Racing meldete ihn für das letzte Rennen der Saison. Der Kolumbianer erhielt einen gebrauchten Lotus 78, der im Laufe der zurückliegenden Rennen wiederholt in schwere Unfälle verwickelt gewesen war. Im Training qualifizierte er sich als 18. (mit 11 Sekunden Rückstand auf die Pole-Zeit von Emilio de Villota), wobei es sogar einigen Formel-2-Wagen gelang, sich vor Londoño-Bridge zu positionieren. Das Rennen beendete Londoño-Bridge als Siebter.

### Formel 1
Im folgenden Jahr ergab sich für Londoño-Bridge die Möglichkeit eines Engagements in der Formel 1. Vermittelt wurde das Geschäft durch Colin Bennett, den letztjährigen Teamchef des Kolumbianers, der Anfang 1981 Minderheitseigner des finanziell angeschlagenen Rennstalls Ensign Racing geworden war. Ensign benötigte zu Beginn der Formel-1-Weltmeisterschaft 1981 eine weitere Finanzspritze, die zu leisten Londoño-Bridge bereit war.
Nachdem das britische Team im ersten Rennen der Saison mit dem Schweizer Piloten Marc Surer angetreten war, meldete es zum zweiten Weltmeisterschaftslauf, dem Großen Preis von Brasilien auf dem Kurs von Jacarepagua in Rio de Janeiro, Riccardo Londoño-Bridge als einzigen Fahrer.
Die direkt am Meer gelegene Rennstrecke war erstmals seit 1978 wieder Austragungsort des Großen Preises von Brasilien. Damit die Fahrer die Rennstrecke kennenlernen konnten, ließ die FIA am Mittwoch vor dem Rennen, dem 25. März 1981, einige sogenannte Akklimatisationsrunden durchführen. An dieser Veranstaltung nahm Londoño-Bridge für das Ensign-Team teil, obwohl bislang seine Superlizenz nicht bestätigt worden war. Auf seiner schnellsten Runde war der Kolumbianer gute vier Sekunden langsamer als Carlos Reutemann im Williams, der die Bestzeit fuhr.
Am folgenden Tag weigerte sich die FIA, Ricardo Londoño-Bridge eine Superlizenz auszustellen. Abgesehen von den dezenten – wenn auch nicht ausgesprochen schlechten – Fahrleistungen in der Akklimatisationsveranstaltung wurde vor allem die fehlende Erfahrung des Kolumbianers mit Monoposti zur Begründung angeführt. Zum Qualifikationstraining und zum Rennen setzte Ensign daraufhin erneut Marc Surer ein, der sich als 18. Qualifizierte und das Rennen letztlich als Vierter beendete.
Ein weiteres Engagement in der Formel 1 ergab sich für Londono-Bridge nicht.

### Weitere Rennen
Nach seinem Formel-1-Versuch startete Londoño-Bridge zwischen 1981 und 1985 wiederholt, aber nicht kontinuierlich bei einigen IMSA-Rennen, wobei er unterschiedliche Fahrzeuge einsetzte.
In der zweiten Hälfte der europäischen Formel-2-Saison 1981 ergab sich daneben die Möglichkeit, einige Rennen in der (europäischen) Formel-2-Meisterschaft zu fahren. Bei drei Rennen setzte Docking Spitzley Racing, ein Team, das aus dem Formel-2-Programm von Toleman hervorgegangen war, ein drittes Auto für Londoño-Bridge ein, einen veralteten Toleman TG280 mit einem Motor von Hart. Bei seinem ersten Einsatz, dem Grand Prix de Pau, startete er als Letzter und kam als Neunter ins Ziel. Beim Gran Premio del Mediterraneo im sizilianischen Enna-Pergusa und in Spa-Francorchamps startete er jeweils aus dem Mittelfeld, fiel aber infolge technischer Probleme aus.

## Vita
Ricardo Londoño-Bridge beendete seine Motorsport-Karriere im Herbst 1985. Zu seinen Aktivitäten nach dem Motorsport-Engagement gibt es wenige Quellen. Eine amerikanische Pressenotiz aus den 1990er Jahren berichtet, er habe sich in Kolumbien als Händler von Yachten, Flugzeugen und Helikoptern betätigt. Im Jahr 2000 musste Londoño-Bridge einen Großteil seines Vermögens, das angeblich auf 10 Millionen US-Dollar zu beziffern war, an den kolumbianischen Staat abtreten; Hintergrund war der Vorwurf, er habe sein Vermögen aus dem Handel mit Betäubungsmitteln erworben.
Londoño wurde 2009 bei einer Schießerei in Kolumbien getötet.

## Statistik

### Sebring-Ergebnisse
| Jahr | Team                   | Fahrzeug            | Teamkollege         | Teamkollege   | Platzierung | Ausfallgrund |
| ---- | ---------------------- | ------------------- | ------------------- | ------------- | ----------- | ------------ |
| 1979 | Ricardo Londoño        | Porsche 935         | John Gunn           | George Garces | Ausfall     | Defekt       |
| 1980 | de Narváez Enterprises | Porsche Carrera RSR | Mauricio de Narváez |               | Ausfall     | Defekt       |
| 1983 | Holly Racing           | Phoenix JG1         | John Gunn           |               | Ausfall     | Motorschaden |